# Spagna all'Eurovision Young Dancers
La Spagna ha debuttato all'Eurovision Young Dancers nel 1985 e ha partecipato fino al 1999. In 8 partecipazioni ha guadagnato 5 primi posti, di cui 4 consecutivi, è la nazione che ha ottenuto più successo nella storia della competizione.

## Partecipazioni
| Anno                                    | Participante                                 | Coreografia                  | Coreografo               | Finale | Semifinale        |
| --------------------------------------- | -------------------------------------------- | ---------------------------- | ------------------------ | ------ | ----------------- |
| 1985                                    | Arantxa Argüelles                            |                              |                          | 1°     | Niente semifinali |
| 1987                                    | María Montserrat León                        | Variation from "Le Corsaire" | M. Petipa                | -      | Niente semifinali |
| 1989                                    | María Giménez & Igor Yebra                   | sconosciuto                  | sconosciuto              | -      | sconosciuto       |
| 1991                                    | Amaya Iglesias                               | Variations from "La Grisi"   | L. de Ávila              | 1°     | sconosciuto       |
| 1993                                    | Zenaida Yanowsky                             | "Esmeralda"                  | M. Petipa                | 1°     | sconosciuto       |
| 1995                                    | Jesús Pastor Sahuquillo & Ruth Miró Salvador | "Arrayan Daraxa"             | V. Ullate                | 1°     | sconosciuto       |
| 1997                                    | Antonio Carmena San José                     | "Angelitos Locos"            | J.C. Santamaría          | 1°     | sconosciuto       |
| 1999                                    | Clara Blanco                                 | "Variation of Giselle"       | J. Coralli and J. Perrot | 3°     | sconosciuto       |
| Nessuna partecipazione dal 2001 al 2017 |                                              |                              |                          |        |                   |